# Delaware (Ohio)
Delaware è una città degli Stati Uniti d'America, capoluogo dell'omonima contea, nello Stato dell'Ohio.
È sede della Università Wesleyana dell'Ohio, una delle più prestigiose ed antiche università di tutti gli Stati Uniti.